# AfricaRail
AfricaRail es un proyecto para conectar los sistemas ferroviarios de Costa de Marfil, Burkina Faso, Níger, Benín y Togo. Todos ellos tienen un ancho de vía de 1.000 mm.
Se ha propuesto una futura fase para unir Malí, Senegal (que también tienen un ancho de vía de 1.000 mm), Nigeria y Ghana. Estas dos últimas tienen un ancho de vía diferente, de 1.067 mm, pero se están convirtiendo a 1.435 mm.

## Cronología

### 2020
- Ghana encarga un nuevo equipo ferroviario de ancho estándar.[3]
- Se aprueba la línea ferroviaria oriental de ancho estándar de Ghana.[4]

### 2019
- El 8 de abril de 2019, el Ministerio de Desarrollo Ferroviario de Ghana llegó a un acuerdo con GERC para construir la línea oriental Tema - Acra - Koforidua - Kumasi, de 340 km de longitud.
- Ancho estándar de Ghana - Línea occidental[5]

### 2015
- Bucle ferroviario de África Occidental de 2740 km.
- Línea de Abiyán a Uagadugú.
- Propuesta de una nueva línea que enlace Uagadugú, en Burkina Faso, con Niamey, en Níger.
- Propuesta de una nueva línea que una Níger y Parakou, en Benín.
- Rehabilitación de la línea existente a Cotonú, en Benín.
- Nuevo enlace a Lomé, capital de Togo.[6]